# Slatinski Drenovac
Slatinski Drenovac is een plaats in de gemeente Čačinci in de Kroatische provincie Virovitica-Podravina. De plaats telt 72 inwoners (2001).